# Bazy i Systemy Bankowe

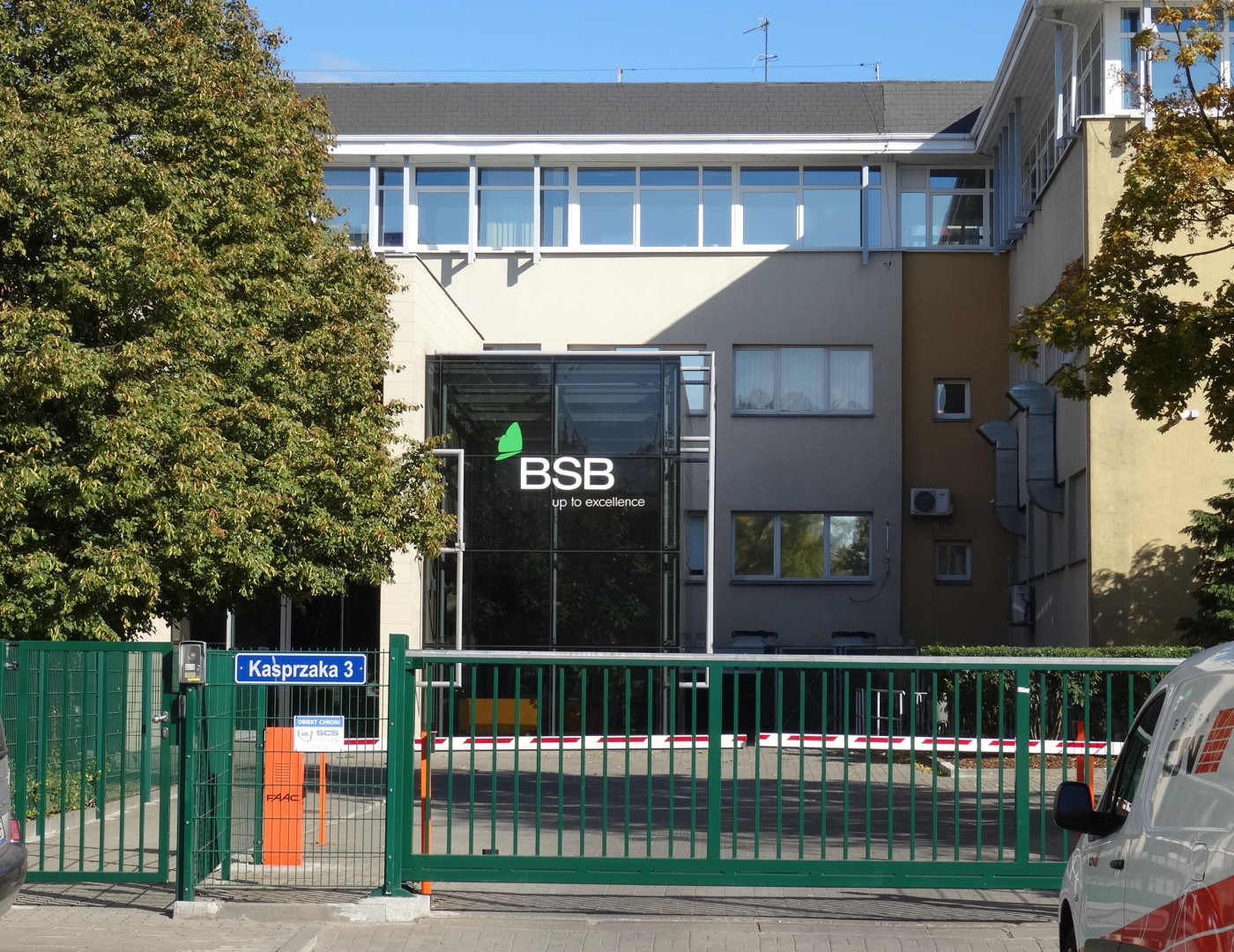
Siedziba spółki przy ul. Kasprzaka 3 w Bydgoszczy

Bazy i Systemy Bankowe – polska spółka informatyczna, której jedynym udziałowcem jest Narodowy Bank Polski. Firma jest producentem i integratorem rozwiązań informatycznych obsługujących instytucje z sektora bankowego, ubezpieczeniowego i publicznego. Jej działalność koncentruje się na następujących obszarach: systemach sprawozdawczości, rozliczeniach międzybankowych, zintegrowanych systemach zarządzania ryzykiem operacyjnym, systemach przeciwdziałania nadużyciom finansowym, produkcji i wdrażaniu systemów IT, projektowaniu aplikacji na zamówienie, outsourcingu usług IT.

## Historia BSB
| 1974 | Otwarcie w Bydgoszczy Wojewódzkiego Ośrodka Obliczeniowego NBP, który w późniejszym okresie zostanie przekształcony w spółkę Bazy i Systemy Bankowe (BSB). Są to początki świadczenia usług związanych z przetwarzaniem danych na rzecz NBP. |
| 1980 | Wykonanie i wdrożenie oprogramowanie związanego z systemem rachunków oszczędnościowo-rozliczeniowych (ROR) oraz systemem kadrowo-płacowym (KASP), a także wdrożenie w województwach: bydgoskim, toruńskim i włocławskim systemu Tele-On-Line, umożliwiającego transmisję danych. |
| 1993 | Rozpoczęcie współpracy z Krajową Izbą Rozliczeniową w celu standaryzacji systemu rozliczeń międzybankowych w Polsce. Powstaje system SYBIR, wspomagający rozliczenia międzybankowe. W późniejszym okresie zostanie on zastąpiony rozwiązaniem ELIXIR, za którego rozwój i konserwację będzie odpowiadać BSB. Podobnie, jak w przypadku aplikacji oddziałowej ELIXIR-OK, stosowanej w oddziałach banków do kontaktu z centralnym systemem rozliczeniowym ELIXIR. |
| 1994 | Przekształcenie Wojewódzkiego Ośrodka Obliczeniowego NBP w spółkę Bazy i Systemy Bankowe Sp. z o.o. Właścicielem 100% udziałów jest Narodowy Bank Polski. |
| 1997 | Stworzenie systemu KADRY97 – specjalistycznego systemu kadrowo-płacowego dla banków i instytucji finansowych. |
| 1999 | Rozpoczęcie przetwarzania Głównego Systemu Księgowego dla NBP oraz dostarczania danych do Głównego Systemu Informatycznego w ZUS (projekt prowadzony w latach 1999–2004). |
| 2000 | Budowa systemu Centrum Monitorowania i Zarządzania Infrastrukturą Informatyczną dla NBP, pozwalającego na centralne zarządzanie incydentami i integrację z systemami zewnętrznymi. |
| 2002 | Uzyskanie certyfikatu Zintegrowanego Systemu Zarządzania Jakością PN-EN ISO 9001:2001, związanego z dostarczaniem rozwiązań w dziedzinie technologii informatycznych. |
| 2002 | Rozpoczęcie dostaw i usług serwisowych urządzeń kryptograficznych dla bankowości. |
| 2004 | Pierwsze wdrożenie systemu SPERT – autorskiej aplikacji firmy BSB, która pomaga w przeciwdziałaniu procederom prania pieniędzy oraz finansowania terroryzmu (obecnie system funkcjonuje w ok. 30 instytucjach). |
| 2004 | Stworzenie aplikacji oddziałowej EuroELIXIR do rozliczania zleceń denominowanych w EUR. |
| 2005 | Uzyskanie Certyfikatu Systemu Jakości spełniającego wymagania normy PN-EN ISO 9001:2001 i Kryteriów Wewnętrznego Systemu Kontroli (WSK) w zakresie obejmującym działalność całej spółki. |
| 2005 | Otwarcie Biura Sprzedaży i Marketingu w Warszawie. |
| 2006 | Rozpoczęcie realizacji projektu budowy systemu do zarządzania ryzykiem operacyjnym. W ramach tych projektów stworzone zostało kompleksowe rozwiązanie będące odpowiedzią na wymogi w zakresie zarządzania ryzykiem operacyjnym w bankach i innych instytucjach finansowych. |
| 2007 | Uruchomienie rozwiązania własnego, wspomagającego sprawozdawczość zewnętrzną FINREP do Generalnego Inspektoratu Nadzoru Bankowego (obecnie Komisja Nadzoru Finansowego). Bazując na tym systemie rozpoczęto prace nad konsolidacją sprawozdań finansowych w NBP. |
| 2007 | Ukończenie dostosowania Data Center BSB do wymagań rynku, zarówno w zakresie bezpieczeństwa, jak i technologii. W wyniku dokonanych inwestycji i późniejszych modernizacji, BSB dysponuje w pełni nowoczesnym i konkurencyjnym Data Center, które jest w stanie realizować projekty dla klientów krajowych i zagranicznych. |
| 2008 | Wdrożenie przez spółkę Systemu Zarządzania Bezpieczeństwem Informacji (SZBI). Wdrożenie w NBP autorskiego rozwiązania o nazwie Konsolidator do tworzenia skonsolidowanych raportów sprawozdawczych. |
| 2010 | Wdrożenie w NBP systemu aukcyjnego Kolekcjoner do obsługi aukcji monet i banknotów kolekcjonerskich. |
| 2010 | Wdrożenie oprogramowania wspierającego obsługę komunikatów rozliczeniowych, wymienianych w formacie ISO15022 pomiędzy KDPW SA, a uczestnikami rynku finansowego za pomocą sieci SWIFT w obszarze Settlement & Reconciliation. |
| 2011 | Budowa oraz wdrożenie specjalistycznych systemów informatycznych: suiteOBLIGO (sprawozdawczość bankowa) oraz sorbELIX (system rozliczeń wysokokwotowych nominowanych w PLN) w kilku znaczących instytucjach finansowych. |
| 2012 | Uzyskanie certyfikatu XBRL potwierdzającego wysokie kompetencje BSB w obszarze sprawozdawczości obligatoryjnej oraz wdrożenie w kilku bankach systemu umożliwiającego przygotowanie sprawozdań NB300 w oparciu o taksonomię XBRL. |
| 2012 | Wdrożenie aplikacji sorbELIX w siedmiu podmiotach (6 banków i KDPW), która zapewnia pełną obsługę wymiany komunikatów płatniczych i informacyjnych z nowym systemem RTGS SORBNET2 w NBP za pośrednictwem sieci SWIFT. |
| 2014 | Wdrożenie w szeregu instytucji finansowych aplikacji emirOBLIGO (sprawozdawczość do Krajowego Depozytu Papierów Wartościowych i Depository Trust & Clearing Corporation (DTCC)) |
| 2014 | Wykonanie systemu proELIX (scentralizowana platforma rozliczeniowa umożliwiająca obsługę i zarządzanie zleceniami we wszystkich walutach i kanałach rozliczeniowych) w znaczącej instytucji rynku finansowego. |
| 2015 | Zaprojektowanie, wykonanie i wdrożenie systemu bibliograficznego oraz rozwiązań antyplagiatowych w systemie Repozytorium Cyfrowego Biblioteki Narodowej |
| 2016 | Wdrożenie w kilku instytucjach finansowych autorskiej aplikacji fatcaSPERT umożliwiającej identyfikowanie posiadaczy rachunków spełniających kryterium osób raportowanych według Ustawy o wykonywaniu Umowy między Rządem Rzeczypospolitej Polskiej, a Rządem Stanów Zjednoczonych Ameryki w sprawie poprawy wypełniania międzynarodowych obowiązków podatkowych oraz wdrożenia ustawodawstwa FATCA.                                                            |
| 2017 | Wykonanie i wdrożenie w kilku instytucjach finansowych aplikacji mSPERT przeznaczonej do wykrywania prób manipulacji instrumentami finansowymi. |
| 2018 | Skuteczne raportowanie MIFIR za pośrednictwem aplikacji mifirOBLIGO w kilku znaczących instytucjach rynku finansowego. |

## Nagrody i wyróżnienia
Spółka otrzymała kilka wyróżnień i nagród. Były to m.in. nominacja do Polskiego Godła Promocyjnego „Teraz Polska” w kategorii Najlepsze Produkty i Usługi, złoty medal Najwyższa Jakość 2010 w kategorii „System zarządzania” czy nagroda „Hit Roku dla Instytucji Finansowych 2010” w kategorii Rozwiązanie.